# تشارلز إتش. كلارك
تشارلز إتش. كلارك هو سياسي أمريكي، ولد في 11 يونيو 1818، وتوفي في 20 نوفمبر 1873.